# Piqueur
 (décembre 2014).
Pour l’article homonyme, voir Piqueur (musique).
Piqueur est un terme utilisé pour définir un poste dans différents métiers.

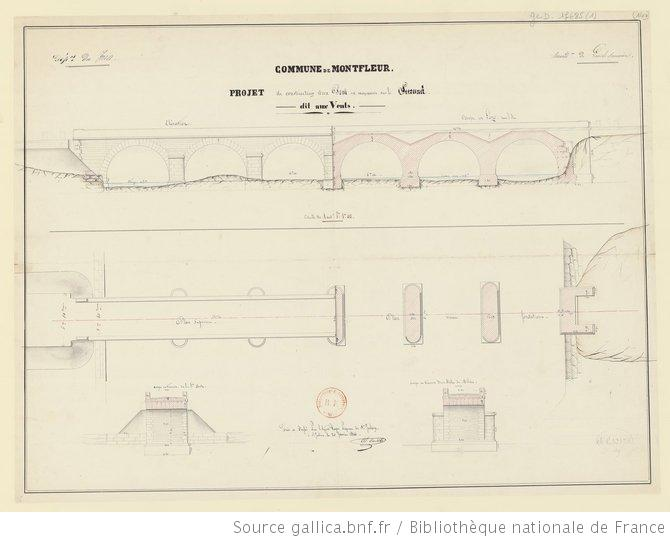
Montfleur. Département du Jura : Projet de construction d'un Pont en maçonnerie sur le Lurand, dit aux Vents. Echelle de 1 cm. = 1 m. [1 : 100]. Croquis fait dressé par l'Agent-Voyer Piqueur Al. Ladot

## Étymologie
Deux étymologies différentes :
- En vénerie : viendrait du verbe « piquer » conduire, diriger. Le piqueur est un valet chargé de conduire divers animaux[1]
- Surveillance : Les piqueurs (prickers) et surveillants placés sous les ordres du conducteur  étaient pourvus de carnets sur lesquels on piquait (to prick)  les renseignements[2].

Le carnet du piqueur servait au relevé des journées;le piqueur pouvait aussi faire des croquis, des dessins, par exemple en cas d'accident ou des relevés (les devis dressés par l'architecte et piqueur dessinateur, les relevés du cheminot)

## Définition
Le piqueur : « Homme préposé dans les bâtiments sur les autres ouvriers, qui a soin de les faire travailler, qui en tient les rôles, et qui marque ceux qui manquent de venir a l'heure. ». Surveillant de chantier.
(Agriculture) Le « piqueur de corvées » surveillait les corvées et les paysans.
« A un autre domestique qui avoit l'œil sur les ouvriers, qui étoit une espèce de piqueur ou commandeur »
par la suite : surveillant : 
« Employés des bureaux , Instituteurs, Piqueurs des bâtimens, Chefs d'ateliers, Surveillans et Surveillantes » « La Commission nomme dans chacun des trois hospices de Bicêtre, la Salpêtrière, l'Hôtel-Dieu, un piqueur chargé de veiller journellement à l'état des bâtiment [sic ?], et aux précautions à prendre contre les incendies. Le piqueur est aux ordres tant de l'agent de surveillance de l'hospice, que de l'architecte ».

## Ponts et Chaussées
- Piqueur de travaux publics, piqueur-voie (SNCF) (Mét. 1955) : Dans les chemins de fer, le piqueur est un agent technique qui a pour tâche de seconder le conducteur de travaux, de surveiller les équipes d'ouvriers et la bonne marche des travaux.
- Piqueur agent de travaux publics  : agent-voyer, seconde le cantonnier , piqueur du service vicinal. Piqueur des édifices départementaux. Piqueur des Eaux.

« Il faut de toute nécessité un chef d'atelier pour chaque commune, que cet agent s'appelle piqueur, chef cantonnier ou cantonnier »

### Piqueur de chemins de fer
Les piqueurs ont pour mission principale la surveillance des ouvriers, du fonctionnement du matériel, des travaux et le constat des accidents : mission « seconder les chefs de section et d'y suppléer pour l'accomplissement des obligations suivantes, dont chacun d'eux doit diriger et surveiller la stricte exécution sur le poste de piqueur qui lui est confié. Les piqueurs, ayant sous leurs ordres immédiats tout le personnel ouvrier, ont pour devoir essentiel de maintenir la partie de la route dont ils ont la surveillance dans un état parfait d'entretien et de sécurité au point de vue de la circulation des trains. Ils sont obligés de parcourir journellement à pied l’étendue de route qui leur est assignée et ils s'attachent tout particulièrement à visiter les voies et autres parties de route au point de vue de la sécurité du service public et à constater si les excentriques, signaux, plaques tournantes, colonnes hydrauliques, ponts mobiles, etc., fonctionnent facilement. Ces visites journalières sont constatées par leur visa sur des livrets de présence aux points de départ, de passage et d'arrivée. Ils s'assurent fréquemment si les préposés aux signaux, excentriques, barrières, tunnels, ponts mobiles et tous autres agents qui concourent à assurer la sécurité du service, sont bien pénétrés des instructions qu'ils ont à observer. Ils prennent attachement exact des journées d'ouvriers, veillent à l'entretien et à la conservation des outils, ustensiles, signaux, etc., et surveillent spécialement les renouvellements des voies. Ils recueillent dans un carnet du modèle prescrit, les renseignements nécessaires à la rédaction des états à fournir par les chefs de section. Les annotations à tenir doivent être constamment au courant. Les piqueurs accompagnent les wagonnets et les trains de route. Ils sont chargés de donner aux ouvriers de la route les indications et renseignements de nature à assurer la bonne et prompte exécution du travail. Les piqueurs sont astreints à effectuer des tournées de nuit sur les postes où ce service est prescrit ; ils font deux tournées de nuit entières ou quatre demi-prestations par mois. Pendant ces tournées, ils s'assurent si chaque agent se trouve à son poste, s'il est muni de sa lanterne allumée, et si les signaux sont éclairés et manœuvres conformément aux instructions. Après chaque tournée, ils adressent à leur chef de section un rapport conforme au modèle adopté et constatant le résultat de cette tournée. Les piqueurs sont tenus de donner, sur le champ, avis à leur chef de section de tous les faits intéressant le service et, en cas d'urgence, de prendre les mesures nécessaires pour assurer ou rétablir la circulation. »

### Piqueur cantonnier
«  Le piqueur cantonnier est un agent préposé par l'administration ou par l'entrepreneur pour recevoir par compte les matériaux et en tenir marquer les journées des ouvriers, veiller à l'emploi de leur temps et « piquer » sur son carnet ceux qui s 'absentent pendant les heures du travail afin de pouvoir leur faire subir des retenues proportionnelles. Un piqueur qui a assez de fermeté pour se faire obéir des ouvriers et qui en même temps a su obtenir leur confiance contribue pour beaucoup au bon ordre et à la police des ateliers. En 1833 le nombre des piqueurs employés par l'administration des ponts et haussées non compris le service des routes départementales était de trois cent cinquante huit savoir. Sour le service ordinaire deux cent trente eux et pour le service extraordinaire cent vingt six. Ils étaient payés à raison de 900 fr par an ce qui occasionnait une dépense totale de 322 200 fr. Cent soixante trois piqueurs étaient en outre employés sur les routes départementales   »
— Jean Bernard Tarbé de Vauxclairs , Dictionnaire des travaux publics,  p. 369
Au Mont-Cenis les cantonniers et les piqueurs portaient autrefois, un habit identique, avec un liseré d'or sur tout l'habit, « d'un centimètre de largeur en or, et d'un dessin déterminé, tant sur les parement que sur le collet de leurs habits » pour les piqueurs :  « habit et culotte ou pantalon de drap brun foncé, collet, revers et gilet rouges, boutons de cuivre doré à queue, portant la Couronne Impériale ».

#### Citations
« Les assemblées provinciales de 1787 (...) eurent sous leurs ordres immédiats tous les agents des Ponts et Chaussées, depuis l'inspecteur jusqu'au piqueur des travaux ».
« Fille d'un piqueur des Ponts et Chaussées, (...) celle-ci avait encore la gaucherie charmante d'une pensionnaire ».

## Autres expressions

### Métiers
Se disait ensuite d'une foule de petits métiers:  On retrouve ce terme quasi synonyme dans les métiers du textile ou du cuir où il faut piquer à la machine. Le terme est ancien : en 1292, à Paris paient la taille, trois piqueurs.
- Piqueur de l'administration pénitentiaire. Surveillant.
- Piqueur inspecteurs des ouvrages de la ville, des bâtiments, des eaux[8].
- Piqueur cheminot : préposé à l'entretien des voies ferrées. « car elle possédait alors, de Rouen au Havre, sur toute la ligne, une telle réputation de belle femme, que les inspecteurs de la voie la visitaient au passage ; même il y avait eu des rivalités, les piqueurs d'un autre service étaient toujours en tournée, à redoubler de surveillance »[9].
- Piqueur en architecture : c'est dans un atelier, un homme préposé par l'entrepreneur pour recevoir par compte les matériaux, en garder les tailles, veiller à l’emploi du temps; marquer les journées des ouvriers, piquer sur son rôle (carnet) ceux qui s'absentent pendant les heures de travail afin de retrancher de leurs salaires ; on appelle « chassavans » les moindres piqueurs qui ne vont que hâter les ouvriers[10].
- Piqueur démolisseur : de bâtiments à coup de pic.
- Piqueur domestique : chargé de dresser et exercer des chevaux.
- Piqueur épinglier : piquant les épingles dans des cartons pour les vendre.
- Piqueur marin-pêcheur : spécialisé, embarqué sur un morutier, pour attraper la morue.
- Piqueur moissonneur : travaillant à la pique et à la sape, dans le nord, le cultivateur d'alors s'efforçait de mobiliser le plus grand nombre de piqueurs possibles, afin que la moisson ne fut pas trop longue. Il donnait son blé à piquer à la mesure et pour un prix moyen de douze francs la mesure, un bon piqueur abattait et mettait en javelle ses deux quartiers par jour.
- Piqueur de morue : découpe et éventre les morues.
- Piqueur ouvrier bottier : qui assemble et coud les pièces de cuir et fait les piqures en bordure.
- Piqueur ouvrier : entretien des canaux.
- Piqueur surveillant : de chantier chargé de pousser les ouvriers à plus d'ouvrage.
- Piqueur valet-de-pied : courant devant la voiture pour indiquer, préparer la route. « Le nuage enfla puis creva, laissant voir un carrosse magnifique encadré  par quatre jeunes étalons et précédé d'un piqueur nègre, doré sur toutes les coutures. »[11]
- Piqueur de carrosses, piqueur de selle, piqueur d'attelage « La livrée (on disait la tenue) du personnel était : pour le piqueur de selle : chapeau haut de forme dit à l'anglaise, jaquette Newmarket bleu-de-roi, gilet bleu pareil, culotte en peau ou en drap couleur noisette, bottes à l'anglaise (c'est la botte Chantilly)   pour le piqueur d'attelage, même chapeau, même jaquette, et gilet, pantalon noisette  à côtes, et bottines »[12]

- Piqueur de pompes funèbres.
- Piqueur d'ardoise
- Piqueur de corps
- Piqueur de cardes
- Piqueur  (soierie) : celui qui passe les fils de chaîne dans le peigne. « Le remetteur, devenu donneur, s'asseyait devant le rémisse, tandis que le piqueur, assis à sa gauche, recevait les fils et les passait entre les dents du peigne »[13],[14]
- Piqueur de cartons : perforateur de cartons pour les métiers Jacquard.
- Piqueur de  cardes.
- Piqueur de grès : tailleur de pierre travaillant le grès au pic ou à la  marteline.
- Piqueur de haras : gardien et surveillant.  Agent chargé de la surveillance et du dépôt des remontes des haras. Il commandait au maréchal-ferrant, laveurs, palefreniers, cireurs, cochers, surveillait et supervisait les tâches à exécuter dans la journée, s'occupait du soin des chevaux, du foin et des litières, des rations, de l'hygiène des chevaux, de leur état sanitaire, ainsi que du dressage, et débourrage, etc. Il y avait un premier piqueur, des piqueurs et plusieurs sous-piqueurs. Le sous-piqueur était le scribe de service, tenant le livre des journées (avances d'argent, etc.), et le carnet  de service (chevaux au relai, au repos, à l'infirmerie)[15]
- Piqueur de moellons : carrier ou maçon tailleur de moellons.

- Piqueur de tabatière. Pique la tabatière revêtue ensuite de clous dorés.
- Piqueur de vin : courtier en vin. Piqueur de boissons, piqueur de vins :chargé de la dégustation des vins et de faire l'intermédiaire entre le vendeur et l'acheteur. « C’est ainsi que le 13 décembre 1813, Napoléon Ier signe aux Tuileries le décret instituant la « Compagnie des Courtiers-Gourmets Piqueurs de Vins de Paris ». Le décret stipule dans son article 13 que leur nombre ne pourra excéder cinquante et qu’ils prêteront serment devant le Tribunal de Commerce du Département de la Seine ; ces deux dispositions sont encore en vigueur actuellement. »[16]« L'individu qui exerce la profession de courtier-gourmet-piqueur de boissons, aujourd'hui libre, et qui, en outre, représente habituellement des maisons des pays de production et prête son entremise pour l'achat et la vente des boissons entre ces maisons et les marchands en gros, doit être imposé à la patente, non en la qualité de courtier-gourmet-piqueur de boissons, mais en celle de représentant de commerce »[17]
- Piqueur en dentelles : reproducteur sur carton modèle, des dessins remis aux dentellières. Piqueur de cartes à dentelles.
- Piqueur chiffonnier : il court, pique avec son crochet et récupère sur les tas d'ordures tout ce qu'il pense pouvoir vendre. Chiffonnier piqueur : il travaillait la nuit, récoltant le meilleur, face au secondeur et au gadouilleur. « Le coureur ou piqueur, avant d'apporter ses os chez le maître chiffonnier, commence par retirer avec son couteau les quelques lambeaux de chair et de graisse qui peuvent encore y être attachés, et qu'il revendra à raison de 20 ou de 25 francs les 100 kilogrammes »[18] « Le coureur ou piqueur marche à pied ; il court, ainsi que son nom l'indique, et il pique avec son crochet tout ce qu'il trouve de bon, c'est-à-dire de vendable, dans les tas d'ordures 1885. »[19]
- Piqueur : ouvrier spécialisé meulier ou faiseur de meules en pierre meulière.
- Piqueur-abatteur : mineur sur le front de taille, ce mineur est le mieux rétribué de tous ces compagnons de labeur. « « L'ouvrier piqueur, dans une mine, étant chargé du boisage provisoire dans la partie du chantier joignant le front de taille, il s'ensuit qu'il ne peut rendre la Compagnie responsable de l'accident qui lui est survenu par la chute d'une pierre se détachant du toit qu'il avait pour devoir de boiser Attendu qu'il est constant que le piqueur est lui-même chargé du boisage provisoire qui s'opère dans la partie du chantier joignant le front de taille » »    Piqueur de charbon hydraulique. Piqueur des mines. « L'ouvrier qui fend le charbon et le détache de sa place se nomme piqueur, toute sa science consiste à savoir saisir la veine de la masse et placer où il faut le coin, pour qu'en l'enfonçant à propos il en résulte des éclats des pièces considérables ; c'est aussi le piqueur qui donne aux routes des chambres un cintre suffisant, qui dispose les piles en jugeant de la force et de la solidité qu'il faut leur donner : il gagne par jour vingt sols. »[20]
- Piqueurs de sel, travaillent aux mines de sel. Le chantier du piocheur; qui découpait le gisement salin, était préparé  auparavant par le piqueur-abatteur, qui creusait les galeries de recherche, et les préparait à l’exploitation[21]. « La coutume était à Torenburg que les piqueurs sortent ensemble du fond pour le repas de midi et ne redescendent pas après déjeuner, et que le sel qui avait été extrait dans la journée soit reçu par le dénommé « magulasch » »[22]

### Chasse et vénerie
- Piqueur ou piqueux : En vénerie, on prononce piqueu, c'est le valet de chien suivant à cheval la meute poursuivant le gibier, la sonnerie du piqueur est une sonnerie de trompe chasse. Piqueur de chasse à courre. À l'origine cavalier armé d'une pique[23]. Homme de cheval, dont la fonction est de suivre et de diriger une meute de chiens. « Gentilhomme piqueur des toiles de chasse, tentes et pavillons du roi ».
- Vers 1760 un piqueur de vénerie royale touche 1100 livres/an,  plus 200 Livres à la St Hubert, le premier piqueur  300 Livres de plus et 300 Livres par cerf pris et une pension de 300 à 480 livres,  A cette date un ouvrier gagne 300 Livres/an, un douanier 450 Livres/an en 1800, Vers 1825 un piqueur gagne 1200 frs/an  (à peu près équivalent à 1200 Livres), Vers 1930 un piqueur gagne 6000 frs/an plus 50 frs par cerf pris.

« Durant l'attaque, le piqueur sonne tout aussitôt la fanfare du lancé, puis celle du sanglier, ensuite et chaque fois qu'il arrivera devant la chasse, il sonnera des bien allé, tant pour apprendre aux chasseurs que la chasse continue régulièrement, que pour faire retourner le sanglier. Si le sanglier traverse une rivière, le piqueur sonne l'eau, s'il entre dans un étang, le piqueur prend le devant, sonne et résonne. »

Leur habit est chamarré :« L'habit est bleu, doublé de rouge, parements de velours, et collet de même; veste et culotte écarlate, l'habit bordé, boutons & boutonnière d'argent, un grand galon or et argent travaillé ensemble, l'or dans le milieu, et les deux bandes chaque côté, large de plus de deux pouces; un de ces grands galons est posé à côté des boutonnières, à chaque côté du haut en bas; deux de ces grands galons sur le velours de chaque manche, un en bande, l'autre en pointe, et forme deux petits fers à cheval dessus et en dedans (..) »
« Le piqueur ou l'individu qui fait le valet de limier, qui recherche et suit les pistes d'animaux sauvages à l'aide d'un chien limier tenu en laisse, en vue de les chasser ultérieurement, fait un acte de chasse. »
- Piqueur de louveterie  : « Les officiers de louveterie et leurs piqueurs sont dispensés de se pourvoir de permis de port d'armes de chasse et d'en acquitter la taxe, lorsqu'ils se livrent exclusivement à la chasse des loups ou autres animaux nuisibles »[26].
- Piqueur au vol. En fauconnerie. « M. Demartial présente un brevet de piqueur au vol pour corneille des fauconniers du cabinet du roy, délivré le 30 mai 1738, à M. Jean Barbou, sieur des Courières, troisième fils et héritier de Pierre Barbou, propriétaire du fief de Chasseneuil. Cette fauconnerie (...)   était placée sous les ordres d'un commandant général qui était capitaine de chacun de ces vols [corneilles, pie, champs, lièvres, emerillon]  et assisté de lieutenants, maîtres fauconniers et piqueurs »[27]

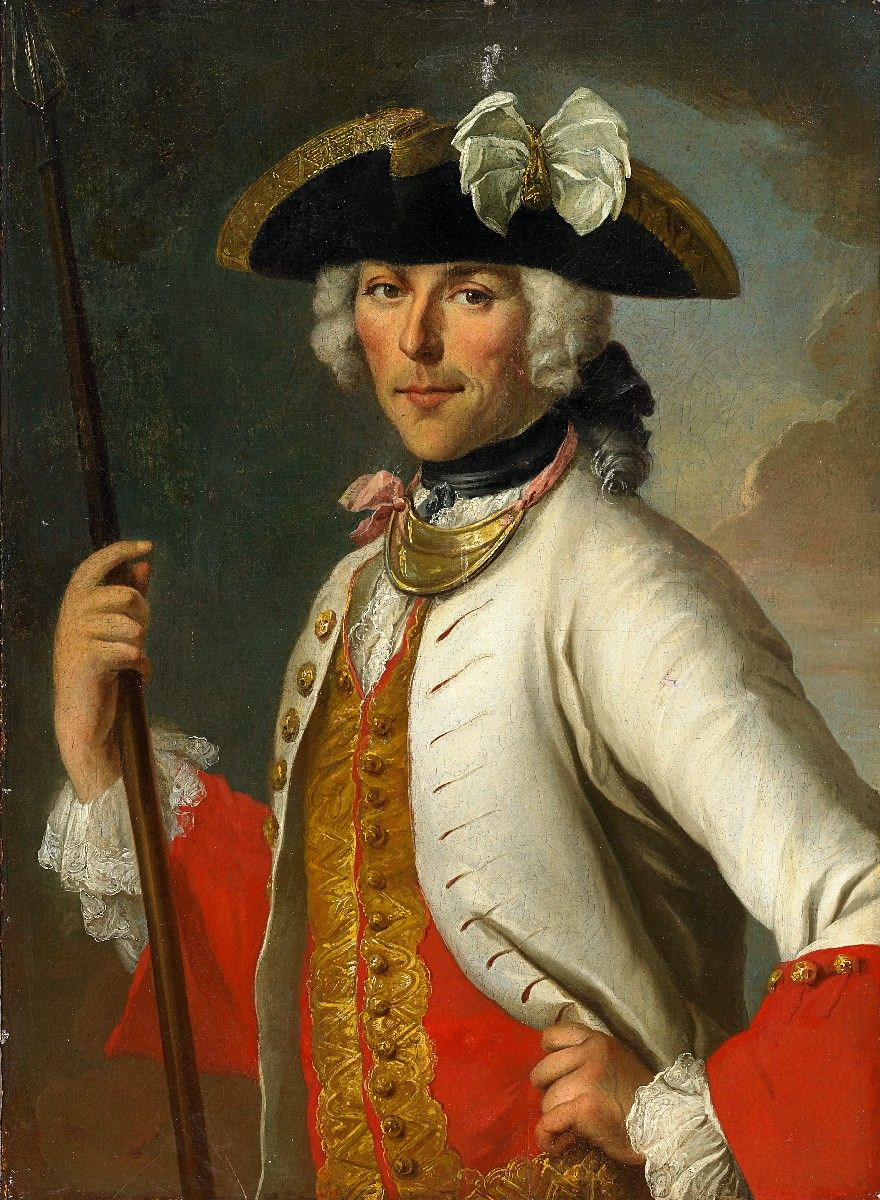
Un Piqueur, huile sur toile, XVIIIe siècle, Allemagne.
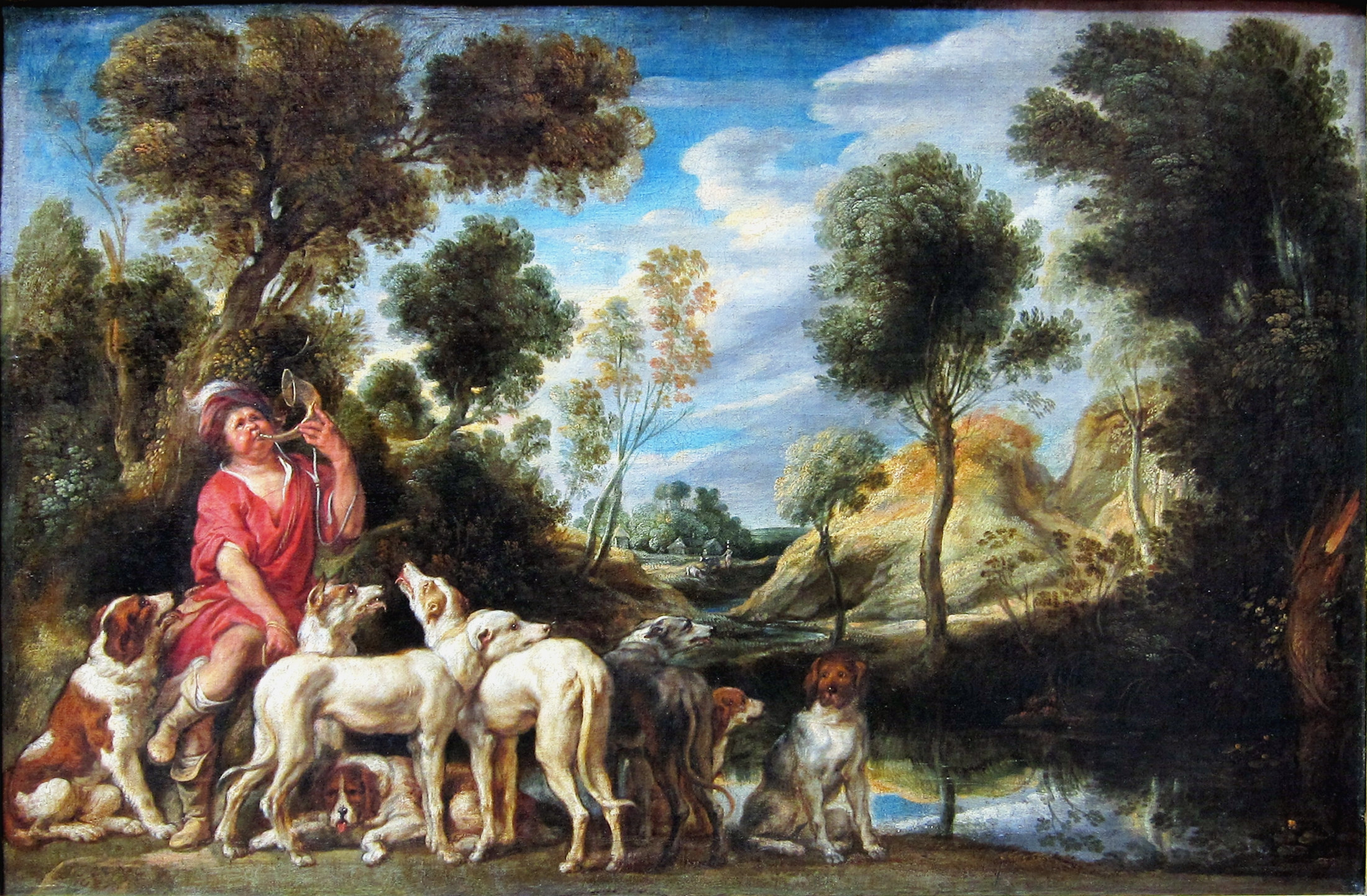
Jacob Jordaens, piqueur et chiens